# 多刺山刺玫
多刺山刺玫（学名：Rosa davurica var. setacea）为蔷薇科蔷薇属下的一个变种。

## 扩展阅读
- 維基物種上的相關：多刺山刺玫